# 王洧
王洧（1457年—1504年），字清之，直隸大名府濬縣人，軍籍，明朝政治人物。

## 生平
順天府鄉試第七十八名舉人。成化二十三年（1487年）中式丁未科會試第二百三十七名，三甲第一百五十三名進士，弘治元年十月授戶科給事中，復除刑科給事中，十年十一月升刑科右，十一年十月升本科左，十二年二月因會审華㫤、程敏政之狱，因忤旨赎杖，十三年九月陞吏科都給事中，十四年十二月掌京察，弘治十七年（1504年）三月，遷通政司右通政、提督謄黃，专管理武职清黄事，本年七月卒于官，賜祭葬。

## 家族
曾祖王禮；祖父王述，縣丞；父王宸，義官。母韓氏；繼母郭氏；繼母張氏。重庆下。兄王涿（義官）、王溱（貢士）。弟王瀾、王濟。